# Élasticité (économie)

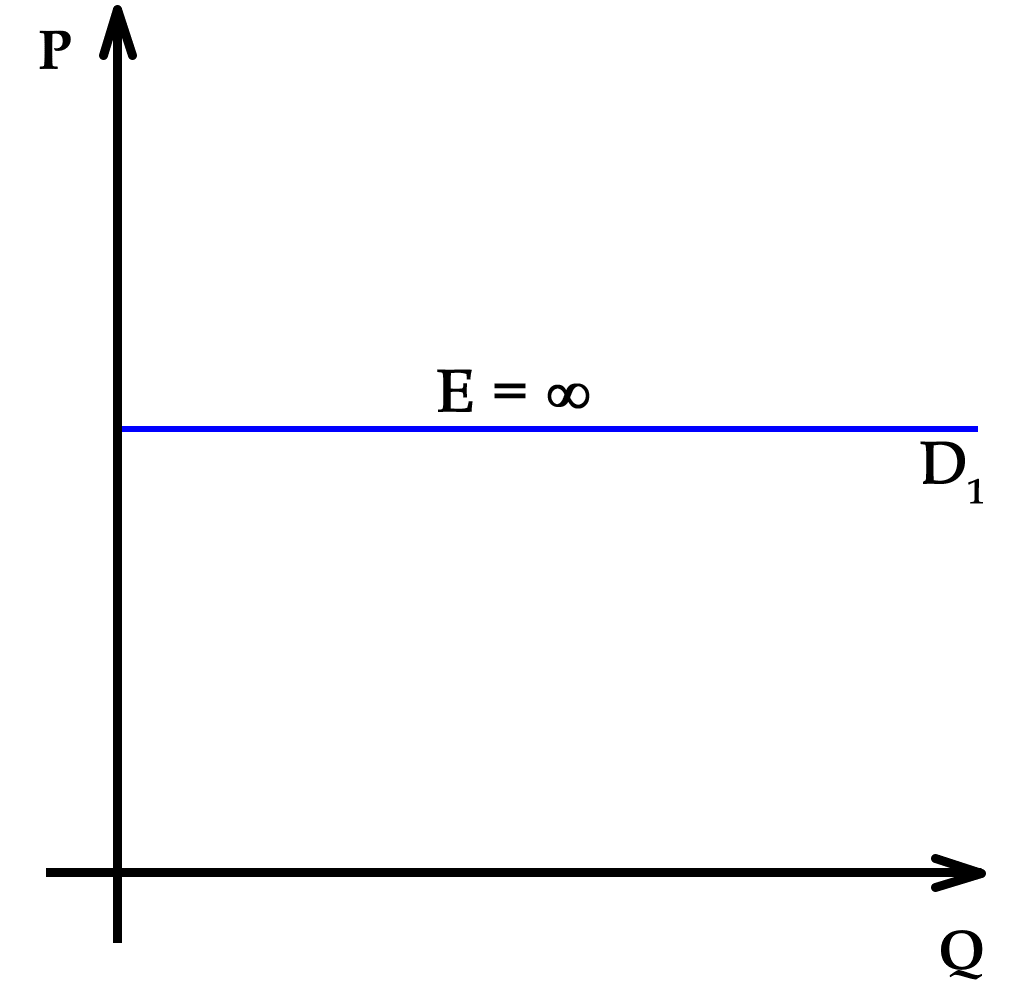
Courbe de demande très élastique.

Pour les articles homonymes, voir Élasticité.
En économie, l'élasticité mesure la variation d'une grandeur provoquée par la variation d'une autre grandeur. Ainsi, pour un produit donné, lorsque les volumes demandés augmentent de 15 % quand le prix de vente  baisse de 10 %, l'élasticité de la demande par rapport au prix de vente est le quotient de la variation de la demande rapporté à la variation de prix de vente, soit -1,5 = (15 % / -10 %). Ici toute baisse de prix provoque une augmentation plus importante des quantités vendues. En d'autres termes, la baisse du prix de vente est plus que compensée par la hausse de la demande.
A contrario, l'inélasticité caractérise l'absence de lien ou l'indépendance des variations des deux variables concernées. Dans cette hypothèse par exemple une variation quelconque du niveau de prix, à la hausse comme à la baisse, est censée n'avoir aucun effet sur le niveau de la demande.
Le terme de « sensibilité » est parfois utilisé car le problème analysé revient le plus souvent à trouver une réponse à la question pratique :
1. Que se passe-t-il au niveau de la « variable-effet » si j'agis sur la « variable-cause » ? Exemple : Quelle va être l'incidence sur le volume des ventes d'une baisse (ou d'une hausse) du prix de vente ?
2. Quel niveau d'effet initial est nécessaire et/ou suffisant pour obtenir tel niveau de résultat ? Exemple : De combien faut-il baisser le prix de vente d'un produit pour obtenir une augmentation de +10 % de son volume de vente ?

## Histoire
Plusieurs auteurs se sont intéressés à la question de l'interdépendance des données et flux économiques. À la fin du XVIIe siècle, en particulier, Gregory King, puis Charles D'Avenant notent qu'une baisse de l'offre de blé conduit à un renchérissement bien plus que proportionnel du prix de cette denrée (et inversement). Les études de ces réactions brutales et inverses des prix face aux variations des quantités produites ont conduit Gregory  King à constater que les agriculteurs s'enrichissent lorsque les campagnes agricoles sont mauvaises et s'appauvrissent lorsqu'elles sont bonnes. C'est toutefois au XIXe siècle que l'analyse se précise et devient plus formelle. Des descriptions mathématiques de l'offre et de la demande sont faites par William Whewell et Antoine-Augustin Cournot.
Le terme « élasticité » (elasticity) apparaît pour la première fois dans les Principes d'économie politique, l'ouvrage paru en 1890 d'Alfred Marshall qui restera pendant plusieurs décennies un des manuels de référence en sciences économiques. Au XXe siècle, l'usage de la notion d'élasticité est étendu à de nombreuses autres variables économiques puis financières.

### Élasticité ponctuelle
Un coefficient d'élasticité n'a pas d'unité de mesure. L'élasticité est une notion ponctuelle : elle se calcule pour un point précis.

### Élasticité d'arc
Certains auteurs, dont le Prix Nobel d'économie Joseph Stigler, ont utilisé la notion d'élasticité d'arc, qui mesure l'élasticité non en un point unique, mais sur toute une partie de la courbe. Elle est définie comme :{\displaystyle {\vec {\varepsilon (y,x)={\frac {\bar {x}}{\bar {y}}}.{\frac {\Delta (y)}{\Delta (x)}}}}}
({\displaystyle {\bar {x}}} et {\displaystyle {\bar {y}}} étant les moyennes de plusieurs {\displaystyle {x}} et/ou {\displaystyle {y}}).

## Exemple
Si {\displaystyle \varepsilon (y,x)=0}, alors la variable {\displaystyle y\,\!} est parfaitement inélastique relativement à la variable {\displaystyle x\,\!}.

## Élasticités utilisées enscience économique
- Élasticité-prix d'un bien ou d'un service[6]Élasticité de la demande : Étude de l'effet des variations de son prix de vente sur le niveau de demandeÉlasticité de l'offre : Étude de l'effet des variations de son prix de vente sur le niveau de l'offre
- Élasticité-revenu d'un bien ou d'un service : Étude de l'effet d'une hausse (ou d'une baisse) du revenu sur le niveau de consommation d'un bien/service.

- Élasticité des importations : Étude de l'effet des variations du niveau du taux de croissance sur celui des importations
- Élasticité de substitution (ou élasticité croisée) : Étude de l'effet sur l'offre ou la demande d'un bien/service de la variation d'un autre bien/service :
  - si les produits analysés sont réputés « substituables », l'analyse s'attache à caractériser la façon dont l'un des produits est capable de remplacer l'autre ;
  - si les produits analysés sont réputés « complémentaires », l'analyse se focalise sur la manière dont la variation positive d'un produit est susceptible d'accompagner ou de provoquer une variation positive de l'autre.Exemple : Si la demande de thé augmente de 20 % quand celle du café augmente de 10 %, l'élasticité croisée est de 2.

### Élasticité de la demande
L'élasticité de la demande mesure le degré de sensibilité de la demande d'un bien ou d'un service :
- aux variations de son prix de vente. (Cette sensibilité est mesurée par « l'élasticité-prix »). À ce niveau, trois types de demande, ou d'élasticité, existent[7]. Tout d'abord, la demande, ou l'élasticité, est dite "élastique" lorsque la baisse des prix provoque une augmentation plus importante des quantités vendues induisant ainsi une augmentation du chiffre d'affaires[7]. Inversement, la hausse des prix provoque une baisse plus importante des quantités demandées induisant, ainsi, une baisse du montant des ventes totales[8]. Ensuite, la demande, ou l'élasticité, est dite "inélastique" lorsqu'à une diminution des prix correspond une augmentation des quantités, mais celle ci est moins importante que la baisse des prix induisant ainsi une baisse du chiffre d'affaires[7]. Paradoxalement, une hausse des prix de vente entraîne une baisse des quantités demandées ou vendues, mais cette baisse est moins forte que l'augmentation des prix induisant ainsi une augmentation du montant des ventes totales[8]. Enfin, l'élasticité est dite "unitaire" lorsque la baisse (ou la hausse) des prix implique une augmentation (ou une diminution) des quantités vendues de la même importance n'induisant aucune variation du chiffre d'affaires[7],[8]. Graphiquement, les élasticités de la demande correspondent à des déplacements sur les courbes de demande correspondantes qui ont des formes décroissantes exprimant ainsi la relation inverse entre les quantités vendues et les prix[7]. Les trois formes d'élasticité de la demande ne correspondent aucunement à des déplacements des courbes de demande vers la droite ou vers la gauche[7].
- aux variations des revenus des acheteurs concernés ou intéressés. (Cette sensibilité est mesurée par « l'élasticité-revenu »).

#### Élasticité-prix

##### Élasticité-prix simple
L'élasticité-prix est le rapport entre la variation relative de la demande d'un bien et la variation relative du prix de ce bien. Ce rapport est généralement négatif car lorsque le prix augmente, la quantité demandée diminue et réciproquement. (Q = Quantité, P = Prix)
{\displaystyle e={\frac {\frac {\Delta Q}{Q}}{\frac {\Delta P}{P}}}={\frac {\Delta Q}{\Delta P}}\times {\frac {P}{Q}}}.
On peut distinguer trois cas particuliers :
1. Quand l'élasticité est nulle, les variations des « grandeurs causes » sont réputées ne pas avoir de conséquences sur les « grandeurs effets ».Concrètement cela signifie que la demande ne varie pas à la hausse ou à la baisse quand le prix varie. La demande reste inchangée quel que soit le prix.C'est notamment le cas des produits de première nécessité : bien que le prix augmente, la consommation se maintient car il existe peu de produits de substitution. À court terme, c'est aussi le cas des « dépenses pré-engagées » : loyers, contrats d'assurance, abonnements[9] de téléphone, télévision, Internet, de fourniture d'eau, d'électricité, etc. De même, lorsque le prix baisse, la demande n'augmente pas nécessairement. L'effet peut être accentué s'il n'existe pas de produit de substitution (exemple : les pâtes remplacées par le riz ou la pomme de terre). Une élasticité nulle à court terme peut toutefois s'avérer non nulle à long terme, car l'augmentation des prix peut pousser à la recherche de nouveaux produits de substitution. Le pétrole, par exemple, est un bien non substituable à court terme mais, sur le long terme, l'augmentation de son prix peut favoriser l'exploitation de nouvelles sources d'énergie et l'achat de voitures consommant moins et/ou des carburants moins chers.
2. Quand l'élasticité est négative, les variations des « grandeurs effets » et « grandeurs causes » agissent en sens contraire :un changement de prix à la hausse est susceptible de provoquer une variation à la baisse des volumes de la demande (et inversement).Ainsi, pour certaines destinations touristiques, les promotions sur les prix peuvent déclencher des ventes, et inversement la hausse des tarifs provoquer une évasion de la clientèle vers d'autres destinations.
3. Quand l'élasticité est positive, les variations des « grandeurs causes » provoquent sur les « grandeurs effets » des évolutions de même sens :On constate ainsi que les augmentations de prix accroissent la demande... ce qui peut paraître assez paradoxal. Dans cette situation, on distingue deux types de cas :
  - Le bien de Giffen (d'après Robert Giffen) qui est un type de bien de première nécessité (exemple : le pain) ; lorsque son prix augmente, cela réduit assez fortement le pouvoir d'achat des consommateurs. Ceux-ci sont donc forcés, pour équilibrer leur budget, à renoncer à d'autres biens de substitution plus coûteux (tels que la viande par exemple) et donc à consommer plus du premier produit (le pain dans notre exemple) pour maintenir leur utilité (ici l'apport calorique).
  - Le bien de Veblen (d'après Thorstein Veblen) qui est un type de bien de luxe (ex : le parfum). Lorsqu'il n'est « pas assez cher » (c'est-à-dire que son prix ne reflète pas son positionnement haut de gamme) sa demande reste faible. Cette situation paradoxale s'explique parce que le prix bas renvoie une image de qualité perçue inférieure, et/ou ne permet plus au produit d'être un symbole de statut. Par contre, lorsque son prix augmente, sa demande augmente aussi. Cette réaction positive de la demande à la hausse des prix est dénommée « effet de démonstration » ou « effet Veblen ».

Cas possibles :
- {\displaystyle e>0} : Biens de type Veblen (effet de snobisme) ou Giffen ; la quantité demandée augmente lorsque le prix du bien augmente.
- {\displaystyle -1<e<0} : Biens faiblement élastiques (biens nécessaires) ; la quantité demandée varie relativement moins vite que le prix.
- {\displaystyle e<-1} : Biens fortement élastiques ; la quantité demandée varie relativement plus vite que le prix du bien.
- {\displaystyle e=-1} : Élasticité unitaire ; la quantité demandée varie proportionnellement au prix du bien.

##### Élasticité-prix croisée
L'élasticité-prix croisée est définie comme le rapport entre le taux de variation de la quantité demandée d'un bien A et le taux de variation du prix d'un autre bien B. Selon le résultat de ce calcul, les biens A et B sont dits « de substitution » ou « complémentaires », voire différenciés.
1. Une élasticité croisée positive signifie que l'augmentation (ou la diminution) du prix d'un bien entraîne l'augmentation (ou la diminution) de la demande d'un autre bien. Les deux biens sont donc substituables. Par exemple, l'augmentation (ou la diminution) du prix du ticket de cinéma augmente (ou diminue) la demande en lecteur DVD.
2. Une élasticité croisée négative signifie que l'augmentation (ou la diminution) du prix d'un bien entraîne la diminution (ou l'augmentation) de la demande d'un autre bien. Les deux biens sont alors dits complémentaires. Par exemple, l'augmentation (ou la diminution) du prix du carburant entraîne une diminution (ou l'augmentation) de la demande sur les voitures.
3. Une élasticité croisée nulle signifie que les deux biens sont indépendants. Par exemple, l'augmentation (ou la diminution)   du prix des smartphones n'a aucun effet sur la demande des pommes de terre.

La notion d'élasticité-prix croisés est particulièrement utile en matière de politique de la concurrence. Pour déterminer le périmètre d'un marché et déterminer si un risque d'abus de position dominante existe sur ce marché, il est en effet nécessaire de voir jusqu'à quel point différents produits sont substituables (ex. Coca et Pepsi). La notion d'élasticité-prix croisés est alors utile pour déterminer si deux biens appartiennent au même marché, et si les autorités de la concurrence doivent déclencher une action.

#### Élasticité-revenu
L'élasticité de la demande par rapport au revenu est définie comme le rapport entre le pourcentage de variation de la demande d'un bien et le pourcentage de variation du revenu. Elle mesure l'impact d'une variation du revenu d'un consommateur sur sa demande pour un bien particulier.
L'élasticité-revenu se calcule comme tel (avec {\displaystyle D_{A}} la demande pour un bien A, et R le niveau de revenu, on estime que les prix sont stables) :
{\displaystyle e_{{D_{A}}/R}={{\Delta {(D_{A})} \over D_{A}} \over {\Delta R \over R}}}
Comme tous les biens n'ont pas la même élasticité-revenu, l'augmentation du revenu change la structure de la consommation. Dans le cas où l'on souhaite visualiser l'effet de la variation du revenu sur un panier constitué de deux biens, on peut construire le Chemin d'expansion du revenu.
Selon la classification définie par le statisticien Ernst Engel, on distingue trois catégories de biens :
1. les biens inférieurs : le coefficient budgétaire de ce bien diminue quand le revenu augmente (élasticité-revenu négative), et augmente quand le revenu baisse. Il s'agit de biens de mauvaise qualité auxquels les consommateurs préfèrent substituer de nouveaux biens lorsque leur revenu le permet. On parle également de biens nécessaires inférieurs
2. les biens normaux : le coefficient budgétaire de ce bien stagne ou varie peu quand le revenu augmente dans une proportion inférieure ou égale à 1. La variation du revenu est plus que proportionnelle que celle de la demande. On parle également de biens nécessaires supérieurs.
3. les biens supérieurs : le coefficient budgétaire de ce bien augmente quand le revenu augmente (élasticité-revenu strictement supérieure à 1). La variation de la demande est supérieure à celle du revenu. On parle également de biens normaux supérieurs.

Cas possibles :
| {\displaystyle e_{{D_{A}}/R}} | {\displaystyle e_{{D_{A}}/R}<0}   | {\displaystyle 0\leq e_{{D_{A}}/R}\leq 1} | {\displaystyle e_{{D_{A}}/R}>1}               |
| ----------------------------- | --------------------------------- | ----------------------------------------- | --------------------------------------------- |
| Appellation                   | Bien nécessaire inférieur         | Bien nécessaire supérieur                 | Bien normal supérieur                         |
| Exemples                      | pain, pommes de terres, margarine | beurre, essence, électricité, viande      | vacances, bijoux, domestique, théâtre, loisir |

### Élasticité-prix de l'offre
L'élasticité-prix de l'offre est définie comme la capacité de la production à augmenter ou à décroître en volume par rapport à la variation des prix.
- On dit que l'offre est « inélastique à la hausse » (élasticité = 0) quand une augmentation de prix pour un produit donné n'entraîne pas l'augmentation de l'offre de ce produit.
- On dit que l'offre est élastique ou fortement réactive quand une variation de prix pour un produit donné entraîne une variation (dans le même sens que celle du prix) du volume de la production du produit.

#### Les facteurs de variation
- Le temps : à très court terme, l'offre est inélastique (on ne peut pas subitement augmenter la production). À long terme, elle devient plus élastique.
- Production (ou non) de biens substituables : s'il y a production de biens substituables, alors l'offre est élastique.

#### Principe d'asymétrie de l'élasticité de l'offre (Cortés)
L'élasticité de l'offre est dite « asymétrique », c'est-à-dire que :
- la production réagit plus facilement à une baisse de prix (ou de demande) par une baisse de la production,
- qu'elle n'est capable d'augmenter de manière indéfinie en cas d'augmentation du prix ou de la demande.

## Élasticité des recettes et dépenses budgétaires à la croissance
Dans le cadre des prévisions du budget d'un État, il est nécessaire d'évaluer l'effet du taux de croissance économique sur les recettes et dépenses de l'État. En effet, lorsque la croissance est forte, les bases d'imposition (revenus, résultats des entreprises, consommation...) ont tendance à augmenter. Et à diminuer en cas de décroissance. Ces variations du taux de croissance, et donc des bases d'imposition induisent donc une augmentation (ou une diminution) des recettes fiscales. Déterminer le taux de variation des recettes et des dépenses en fonction du taux de croissance est une mesure de l'élasticité budgétaire à la croissance.
En France, la Cour des Comptes a constaté que les écarts entre évaluation de cette élasticité sur les recettes et élasticité réelle avait un effet moyen sur le budget bien plus important (4,5 milliards d'euros sur la période 2003-2012, hors cas exceptionnel de 2009) que les écarts d'appréciation entre croissance anticipée et croissance réelle du PIB (effet moyen de 2,5 milliards d'euros sur la même période).
L'élasticité constatée a varié pour les extrêmes entre -0,1 (en 2012), 0,1 (en 2003) et 4,5 (en 2009), l'élasticité pour les autres années étant comprise entre 1,3 et 2. La forte élasticité de 2009 correspond à une décroissance du PIB de 2,1 %, et à une baisse des « recettes fiscales nettes spontanées » de 9,6 %. L'élasticité prévue était de 0,8. Cet écart entre prévision et réel a occasionné un supplément de déficit imprévu de 21 milliards d'euros.
Sur la difficulté d'évaluer correctement cette élasticité, la Cour des Comptes constate que « les recettes sont plutôt surestimées lorsque la croissance du PIB est faible, ce qui peut conduire à prévoir un déficit public trop faible ; elles sont plutôt sous-estimées lorsque la croissance du PIB est relativement forte. »
Ces prévisions sont calculées, toujours en France, par la Direction générale du Trésor, à partir de modèles macro-économiques, avec une application impôt par impôt. Une autre mesure d'élasticité plus détaillée est évaluée pour ce faire : celle du taux de croissance du produit de l'impôt et du taux de croissance de son
assiette.

## Élasticités utilisées enfinance
- Sensibilité d'un instrument de taux d'intérêt
- Coefficient bêta (élasticité du cours d'un titre par rapport à un portefeuille diversifié)